# Torre Movilnet
La Torre Movilnet es un rascacielos de 125 metros y 28 pisos, ubicada en la Autopista Francisco Fajardo a la altura del sector Sabana Grande en la parroquia El Recreo de Caracas, la capital de Venezuela. 

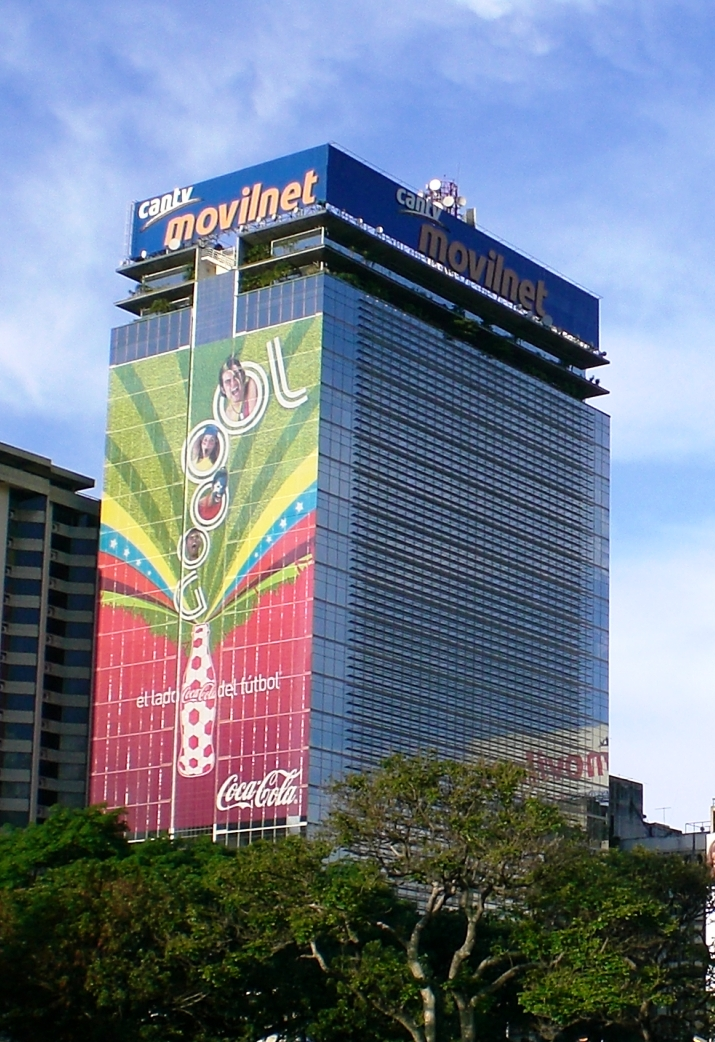
Torre Movilnet años atrás.

Es la Torre Sur del Centro Comercial El Recreo y conforma las oficinas principales de la compañía telefónica venezolana Movilnet y junto a la Torre Citibank son las segundas torres gemelas más altas de la ciudad solo después de las Torres del Parque Central.
Su diseño es sobrio, una planta rectangular ancha hasta el nivel superior sin ningún ángulo llamativo, sin embargo su fachada acristalada le da un toque muy moderno que se hace interesante a la vista. 
Fue culminada, al igual que su torre hermana en el año 1999.